# Vòng loại Giải vô địch bóng đá nữ thế giới 2015
Vòng loại của Giải vô địch bóng đá nữ thế giới 2015 đã xác định 23 đội tuyển cùng với đội chủ nhà Canada tham dự vòng chung kết thứ bảy của Giải vô địch bóng đá nữ thế giới.
Số đội được gia tăng từ 16 lên 24 tại giải đấu năm 2015. Do đó, FIFA công bố số suất chi tiết của mỗi liên đoàn khu vực vào ngày 11 tháng 6 năm 2012 như sau:
- AFC (châu Á): 5 suất (tăng lên từ 3)
- CAF (châu Phi): 3 suất (tăng lên từ 2)
- CONCACAF (Bắc/Trung Mỹ, Caribe): 3,5+1 (chủ nhà) suất (tăng lên từ 2,5)
- CONMEBOL (Nam Mỹ): 2,5 suất (tăng lên từ 2)
- OFC (châu Đại Dương): 1 suất (như năm 2011)
- UEFA (châu Âu): 8 suất (tăng lên từ 4,5+1)

Tổng cộng 134 quốc gia thành viên của FIFA (không tính Canada) tham gia các giải đấu vòng loại. Ngoài ra còn có hai quốc gia không thuộc FIFA góp mặt tại giải đấu của khu vực CONCACAF. Bốn đội tuyển châu Phi bỏ cuộc trước giải.

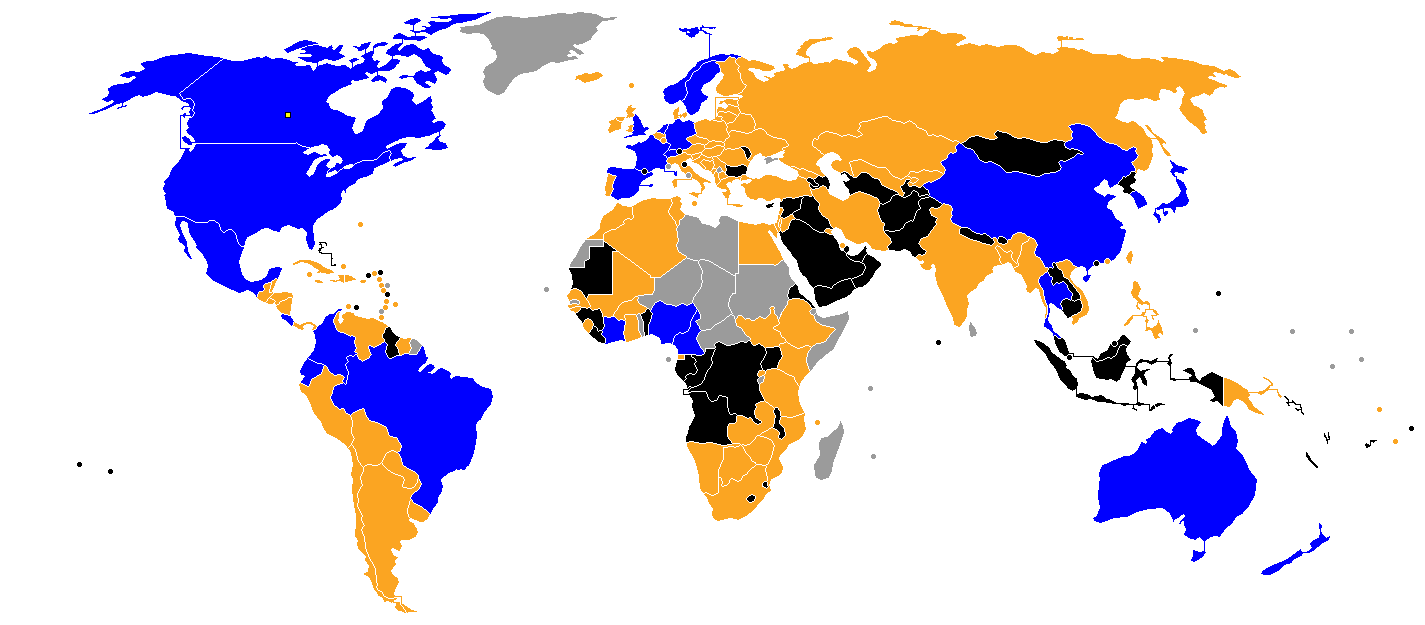
Vượt qua vòng loại
Không vượt qua vòng loại
Không tham gia
Không thi đấu đã lâu

## Các đội vượt qua vòng loại
| Đội         | Tư cách                                | Ngày vượt qua        | Số vòng chung kết | Chuỗi liên tiếp | Thành tích tốt nhất          | Thứ hạng FIFA1 |
| ----------- | -------------------------------------- | -------------------- | ----------------- | --------------- | ---------------------------- | -------------- |
| Canada      | Chủ nhà                                | 3 tháng 3 năm 2011   | 6                 | 6               | Hạng tư (2003)               | 8              |
| Nhật Bản    | Vô địch châu Á                         | 18 tháng 5 năm 2014  | 7                 | 7               | Vô địch (2011)               | 3              |
| Úc          | Á quân châu Á                          | 18 tháng 5 năm 2014  | 6                 | 6               | Tứ kết (2007, 2011)          | 10             |
| Trung Quốc  | Hạng ba châu Á                         | 17 tháng 5 năm 2014  | 6                 | 1               | Á quân (1999)                | 14             |
| Hàn Quốc    | Hạng tư châu Á                         | 17 tháng 5 năm 2014  | 2                 | 1               | Vòng bảng (2003)             | 17             |
| Thái Lan    | Hạng năm châu Á                        | 21 tháng 5 năm 2014  | 1                 | 1               | Lần đầu xuất hiện            | 30             |
| Thụy Sĩ     | Nhất bảng 3 khu vực châu Âu            | 15 tháng 6 năm 2014  | 1                 | 1               | Lần đầu xuất hiện            | 18             |
| Anh         | Nhất bảng 6 khu vực châu Âu            | 21 tháng 8 năm 2014  | 4                 | 3               | Tứ kết (1995, 2007, 2011)    | 7              |
| Na Uy       | Nhất bảng 5 khu vực châu Âu            | 13 tháng 9 năm 2014  | 7                 | 7               | Vô địch (1995)               | 9              |
| Đức         | Nhất bảng 1 khu vực châu Âu            | 13 tháng 9 năm 2014  | 7                 | 7               | Vô địch (2003, 2007)         | 2              |
| Tây Ban Nha | Nhất bảng 2 khu vực châu Âu            | 13 tháng 9 năm 2014  | 1                 | 1               | Lần đầu xuất hiện            | 16             |
| Pháp        | Nhất bảng 7 khu vực châu Âu            | 13 tháng 9 năm 2014  | 3                 | 2               | Hạng tư (2011)               | 4              |
| Thụy Điển   | Nhất bảng 4 khu vực châu Âu            | 17 tháng 9 năm 2014  | 7                 | 7               | Á quân (2003)                | 5              |
| Brasil      | Vô địch Nam Mỹ                         | 26 tháng 9 năm 2014  | 7                 | 7               | Á quân (2007)                | 6              |
| Colombia    | Á quân Nam Mỹ                          | 28 tháng 9 năm 2014  | 2                 | 2               | Vòng bảng (2011)             | 31             |
| Nigeria     | Vô địch châu Phi                       | 22 tháng 10 năm 2014 | 7                 | 7               | Tứ kết (1999)                | 35             |
| Cameroon    | Á quân châu Phi                        | 22 tháng 10 năm 2014 | 1                 | 1               | Lần đầu xuất hiện            | 51             |
| Hoa Kỳ      | Vô địch Bắc/Trung Mỹ, Caribe           | 24 tháng 10 năm 2014 | 7                 | 7               | Vô địch (1991, 1999)         | 1              |
| Costa Rica  | Á quân Bắc/Trung Mỹ, Caribe            | 24 tháng 10 năm 2014 | 1                 | 1               | Lần đầu xuất hiện            | 40             |
| Bờ Biển Ngà | Hạng ba châu Phi                       | 25 tháng 10 năm 2014 | 1                 | 1               | Lần đầu xuất hiện            | 64             |
| México      | Hạng ba Bắc/Trung Mỹ, Caribe           | 26 tháng 10 năm 2014 | 3                 | 2               | Vòng bảng (1999, 2011)       | 25             |
| New Zealand | Vô địch châu Đại Dương                 | 29 tháng 10 năm 2014 | 4                 | 3               | Vòng bảng (1991, 2007, 2011) | 19             |
| Hà Lan      | Chiến thắng play-off khu vực châu Âu   | 27 tháng 11 năm 2014 | 1                 | 1               | Lần đầu xuất hiện            | 15             |
| Ecuador     | Chiến thắng play-off CONMEBOL-CONCACAF | 2 tháng 12 năm 2014  | 1                 | 1               | Lần đầu xuất hiện            | 49             |

1.^ Thứ hạng tính đến 19 tháng 9 năm 2014 – lần cập nhật bảng xếp hạng cuối cùng trước lễ bốc thăm chia bảng chính thức.

## Các giải đấu loại
| Liên đoàn | Giải đấu                                               | Số nước dự | Số qua vòng loại | Số suất | Bắt đầu vòng loại    | Kết thúc vòng loại   |
| --------- | ------------------------------------------------------ | ---------- | ---------------- | ------- | -------------------- | -------------------- |
| AFC       | Cúp bóng đá nữ châu Á 2014                             | 20         | 5                | 5       | 21 tháng 5 năm 2013  | 21 tháng 5 năm 2014  |
| CAF       | Giải vô địch bóng đá nữ châu Phi 2014                  | 26         | 3                | 3       | 14 tháng 2 năm 2014  | 25 tháng 10 năm 2014 |
| CONCACAF  | Giải vô địch bóng đá nữ CONCACAF 2014                  | 28+11      | 3+1              | 3½+1    | 19 tháng 5 năm 2014  | 2 tháng 12 năm 2014  |
| CONMEBOL  | Giải vô địch bóng đá nữ Nam Mỹ 2014                    | 10         | 3                | 2½      | 11 tháng 9 năm 2014  | 2 tháng 12 năm 2014  |
| OFC       | Cúp bóng đá nữ châu Đại Dương 2014                     | 4          | 1                | 1       | 25 tháng 10 năm 2014 | 29 tháng 10 năm 2014 |
| UEFA      | Vòng loại Giải vô địch bóng đá nữ thế giới 2015 (UEFA) | 46         | 8                | 8       | 4 tháng 4 năm 2013   | 27 tháng 11 năm 2014 |
| Tổng      |                                                        | 134+1      | 23+1             | 23+1    | 4 tháng 4 năm 2013   | 2 tháng 12 năm 2014  |

- 1 30 quốc gia có tên, tuy nhiên Martinique và Guadeloupe không đủ điều kiện dự Cúp Thế giới do chỉ là thành viên CONCACAF chứ không phải FIFA.

## Bắc, Trung Mỹ và Caribe
(28 đội tranh 3 hoặc 4 suất, chủ nhà Canada vượt qua vòng loại với tư cách chủ nhà)
Giống như những kỳ World Cup trước, Cúp vàng nữ CONCACAF đóng vai trò vòng loại. Tổng cộng 30 đội tham dự vòng loại của giải vô địch CONCACAF, trong đó Martinique và Guadeloupe không đủ tư cách thi đấu tại vòng chung kết World Cup do chỉ là thành viên của CONCACAF mà không phải là FIFA. Do đó, có tổng số 28 đội thực tế dự tranh ba suất trực tiếp cộng suất tranh vé vớt với đại diện của CONMEBOL, đội tuyển Ecuador. Canada không tham dự do là chủ nhà của World Cup.
Vòng chung kết của giải diễn ra ở Mỹ từ 15 tới 26 tháng 10 năm 2014. Hoa Kỳ và México được đặc cách không phải đá vòng loại. Costa Rica, Guatemala của khu vực Trung Mỹ; Haiti, Jamaica, Martinique và Trinidad và Tobago của khu vực Caribe là các đội giành quyền thi đấu tại Mỹ. Hai đội đá trận chung kết và đội đứng thứ ba sẽ vào thẳng vòng chung kết World Cup 2015. Đội hạng tư sẽ đá với đội hạng ba khu vực CONMEBOL để tranh suất còn lại. Vào ngày 5 tháng 9 CONCACAF thông báo rằng nếu Martinique xếp ở một trong hai vị trí đầu bảng, họ vẫn sẽ không thể được phép đá bán kết và đội thứ ba cùng bảng sẽ thế chân họ.

### Vòng bảng
| VT | Đội        | ST | T | H | B | BT | BB | HS  | Đ | Giành quyền tham dự |
| -- | ---------- | -- | - | - | - | -- | -- | --- | - | ------------------- |
| 1  | Hoa Kỳ (H) | 3  | 3 | 0 | 0 | 12 | 0  | +12 | 9 | Vòng knockout       |
| 2  | T & Tobago | 3  | 2 | 0 | 1 | 3  | 2  | +1  | 6 | Vòng knockout       |
| 3  | Haiti      | 3  | 1 | 0 | 2 | 1  | 7  | −6  | 3 |                     |
| 4  | Guatemala  | 3  | 0 | 0 | 3 | 1  | 8  | −7  | 0 |                     |

| VT | Đội        | ST | T | H | B | BT | BB | HS  | Đ | Giành quyền tham dự |
| -- | ---------- | -- | - | - | - | -- | -- | --- | - | ------------------- |
| 1  | Costa Rica | 3  | 3 | 0 | 0 | 9  | 2  | +7  | 9 | Vòng knockout       |
| 2  | México     | 3  | 2 | 0 | 1 | 13 | 2  | +11 | 6 | Vòng knockout       |
| 3  | Jamaica    | 3  | 1 | 0 | 2 | 8  | 5  | +3  | 3 |                     |
| 4  | Martinique | 3  | 0 | 0 | 3 | 1  | 22 | −21 | 0 |                     |

### Vòng đấu loại trực tiếp
|  | Bán kết            | Bán kết |               |   | Chung kết | Chung kết |
|  |                    |         |               |   |           |           |
|  | 24 tháng 10        |         |               |   |           |           |
|  |                    |         |               |   |           |           |
|  | Costa Rica (p)     | 1 (3)   |               |   |           |           |
|  | Costa Rica (p)     | 1 (3)   | 26 tháng 10   |   |           |           |
|  | Trinidad và Tobago | 1 (0)   |               |   |           |           |
|  | Trinidad và Tobago | 1 (0)   | Costa Rica    | 0 |           |           |
|  | 24 tháng 10        |         | Costa Rica    | 0 |           |           |
|  |                    | Hoa Kỳ  | 6             |   |           |           |
|  | Hoa Kỳ             | Hoa Kỳ  | 6             | 3 |           |           |
|  | Hoa Kỳ             |         |               | 3 |           |           |
|  | México             | 0       |               |   |           |           |
|  | México             | 0       | Tranh hạng ba |   |           |           |
|  |                    |         |               |   |           |           |
|  | 26 tháng 10        |         |               |   |           |           |
|  |                    |         |               |   |           |           |
|  | Trinidad và Tobago | 2       |               |   |           |           |
|  | Trinidad và Tobago | 2       |               |   |           |           |
|  | México (s.h.p.)    | 4       |               |   |           |           |

Hoa Kỳ, Costa Rica và México giành quyền đá Cúp Thế giới. Trinidad và Tobago đá trận play-off CONCACAF-CONMEBOL.

## Châu Á
(20 đội tranh 5 suất)
Giống như kỳ World Cup trước, Cúp bóng đá nữ châu Á vẫn đóng vai trò vòng loại. Tổng cộng 20 đội tuyển cạnh tranh cho năm tấm vé chính thức.
Vòng chung kết do Việt Nam làm chủ nhà từ 14 tới 25 tháng 5 năm 2014, gồm tám đội, bốn trong số đó – Úc, Trung Quốc, Nhật Bản và Hàn Quốc – không phải đá vòng loại nhờ thứ hạng của họ tại Cúp bóng đá nữ châu Á 2010, trong khi bốn đội còn lại được xác định thông qua vòng loại. CHDCND Triều Tiên bị cấm thi đấu do các trường hợp dính doping tại Giải bóng đá nữ vô địch thế giới 2011.

### Vòng bảng
Bảng A
| VT | Đội          | ST | T | H | B | BT | BB | HS  | Đ | Giành quyền tham dự                 |
| -- | ------------ | -- | - | - | - | -- | -- | --- | - | ----------------------------------- |
| 1  | Nhật Bản     | 3  | 2 | 1 | 0 | 13 | 2  | +11 | 7 | Vòng đấu loại trực tiếp & World Cup |
| 2  | Úc           | 3  | 2 | 1 | 0 | 7  | 3  | +4  | 7 | Vòng đấu loại trực tiếp & World Cup |
| 3  | Việt Nam (H) | 3  | 1 | 0 | 2 | 3  | 7  | −4  | 3 | Tranh hạng năm                      |
| 4  | Jordan       | 3  | 0 | 0 | 3 | 2  | 13 | −11 | 0 |                                     |

Bảng B
| VT | Đội        | ST | T | H | B | BT | BB | HS  | Đ | Giành quyền tham dự                 |
| -- | ---------- | -- | - | - | - | -- | -- | --- | - | ----------------------------------- |
| 1  | Hàn Quốc   | 3  | 2 | 1 | 0 | 16 | 0  | +16 | 7 | Vòng đấu loại trực tiếp & World Cup |
| 2  | Trung Quốc | 3  | 2 | 1 | 0 | 10 | 0  | +10 | 7 | Vòng đấu loại trực tiếp & World Cup |
| 3  | Thái Lan   | 3  | 1 | 0 | 2 | 2  | 12 | −10 | 3 | Tranh hạng năm                      |
| 4  | Myanmar    | 3  | 0 | 0 | 3 | 1  | 17 | −16 | 0 |                                     |

Nhật, Úc, Trung Quốc và Hàn Quốc giành quyền tới World Cup. Việt Nam và Thái Lan thi đấu trận tranh hạng năm.

### Trận tranh hạng năm
| Đội 1    | Tỉ số | Đội 2    |
| -------- | ----- | -------- |
| Việt Nam | 1–2   | Thái Lan |

Thái Lan lọt vào vòng chung kết Cúp thế giới.

## Châu Âu
(46 đội tranh 8 suất)
Có tổng cộng 46 đội tuyển của UEFA tham gia vòng loại. Tám đội xếp hạng thấp nhất xem tham gia vòng sơ loại và được phân làm hai bảng, mỗi bảng bốn đội, thi đấu theo thể thức vòng tròn một lượt từ ngày 4 tới ngày 9 tháng 4 năm 2013, lần lượt tại Malta và Litva. Hai đội nhất mỗi bảng tiến vào vòng đấu chính.
Vòng đấu bảng chính diễn ra theo thể thức vòng tròn hai lượt từ 20 tháng 9 năm 2013 tới 17 tháng 9 năm 2014. Cả bảy đội nhất bảng giành vé trực tiếp tới Canada, trong khi đó bốn đội nhì bảng có thành tích đối đầu tốt nhất trước các đội thứ nhất, ba, bốn và năm trong bảng của mình sẽ tiến vào vòng play-off để tranh suất còn lại.
Các trận play-off thi đấu theo thể thức loại trực tiếp sân nhà sân khách vào các ngày 25/26 và 29/30 tháng 10 (bán kết), 22/23 và 26/27 tháng 11 năm 2014 (chung kết).

### Vòng bảng
| VT | Đội              | ST | Đ  |
| -- | ---------------- | -- | -- |
| 1  | Đức              | 10 | 30 |
| 2  | Nga              | 10 | 22 |
| 3  | Cộng hòa Ireland | 10 | 17 |
| 4  | Croatia          | 10 | 8  |
| 5  | Slovenia         | 10 | 6  |
| 6  | Slovakia         | 10 | 4  |

| VT | Đội                  | ST | Đ  |
| -- | -------------------- | -- | -- |
| 1  | Thụy Điển            | 10 | 30 |
| 2  | Scotland             | 10 | 24 |
| 3  | Ba Lan               | 10 | 16 |
| 4  | Bosna và Hercegovina | 10 | 9  |
| 5  | Bắc Ireland          | 10 | 5  |
| 6  | Quần đảo Faroe       | 10 | 2  |

| VT | Đội        | ST | Đ  |
| -- | ---------- | -- | -- |
| 1  | Pháp       | 10 | 30 |
| 2  | Áo         | 10 | 21 |
| 3  | Phần Lan   | 10 | 21 |
| 4  | Hungary    | 10 | 12 |
| 5  | Kazakhstan | 10 | 4  |
| 6  | Bulgaria   | 10 | 1  |

| VT | Đội           | ST | Đ  |
| -- | ------------- | -- | -- |
| 1  | Tây Ban Nha   | 10 | 28 |
| 2  | Ý             | 10 | 25 |
| 3  | Cộng hòa Séc  | 10 | 14 |
| 4  | România       | 10 | 11 |
| 5  | Estonia       | 10 | 7  |
| 6  | Bắc Macedonia | 10 | 1  |

| VT | Đội        | ST | Đ  |
| -- | ---------- | -- | -- |
| 1  | Na Uy      | 10 | 27 |
| 2  | Hà Lan     | 10 | 25 |
| 3  | Bỉ         | 10 | 19 |
| 4  | Bồ Đào Nha | 10 | 12 |
| 5  | Hy Lạp     | 10 | 3  |
| 6  | Albania    | 10 | 3  |

| VT | Đội      | ST | Đ  |
| -- | -------- | -- | -- |
| 1  | Thụy Sĩ  | 10 | 28 |
| 2  | Iceland  | 10 | 19 |
| 3  | Đan Mạch | 10 | 18 |
| 4  | Israel   | 10 | 12 |
| 5  | Serbia   | 10 | 10 |
| 6  | Malta    | 10 | 0  |

| VT | Đội        | ST | Đ  |
| -- | ---------- | -- | -- |
| 1  | Anh        | 10 | 30 |
| 2  | Ukraina    | 10 | 22 |
| 3  | Wales      | 10 | 19 |
| 4  | Thổ Nhĩ Kỳ | 10 | 12 |
| 5  | Belarus    | 10 | 6  |
| 6  | Montenegro | 10 | 0  |

Đức, Tây Ban Nha, Thụy Sĩ, Thụy Điển, Na Uy, Anh và Pháp giành quyền tới vòng chung kết Cúp Thế giới. Ý, Scotland, Hà Lan và Ukraina tiến vào vòng play-off.

### Play-off
|  | Bán kết  | Bán kết  | Bán kết | Bán kết | Bán kết |   |        | Chung kết | Chung kết | Chung kết | Chung kết | Chung kết |
|  |          |          |         |         |         |   |        |           |           |           |           |           |
|  | Scotland | Scotland | 1       | 0       | 1       |   |        |           |           |           |           |           |
|  | Hà Lan   | Hà Lan   | 2       | 2       | 4       |   |        |           |           |           |           |           |
|  |          |          |         |         |         |   | Hà Lan | Hà Lan    | 1         | 2         | 3         |           |
|  |          | Ý        | Ý       | 1       | 1       | 2 |        |           |           |           |           |           |
|  | Ý        | Ý        | 2       | 2       | 4       |   |        |           |           |           |           |           |
|  | Ukraina  | Ukraina  | 1       | 2       | 3       |   |        |           |           |           |           |           |

Hà Lan giành quyền thi đấu tại World Cup.

## Châu Đại Dương
(4 đội tranh 1 suất)
Giống như kỳ World Cup trước, Cúp bóng đá nữ châu Đại Dương đóng vai trò vòng loại. Chỉ có bốn đội tuyển dự giải tại Papua New Guinea từ 25 tới 29 tháng 10 năm 2014. Đội vô địch New Zealand giành quyền tới World Cup.
| VT | Đội                  | ST | T | H | B | BT | BB | HS  | Đ | Giành quyền tham dự |
| -- | -------------------- | -- | - | - | - | -- | -- | --- | - | ------------------- |
| 1  | New Zealand          | 3  | 3 | 0 | 0 | 30 | 0  | +30 | 9 | World Cup 2015      |
| 2  | Papua New Guinea (H) | 3  | 2 | 0 | 1 | 7  | 4  | +3  | 6 |                     |
| 3  | Quần đảo Cook        | 3  | 0 | 1 | 2 | 2  | 16 | −14 | 1 |                     |
| 4  | Tonga                | 3  | 0 | 1 | 2 | 1  | 20 | −19 | 1 |                     |

## Châu Phi
(26 đội tranh 3 suất)
Giống như kỳ World Cup trước, Giải vô địch bóng đá nữ châu Phi vẫn đóng vai trò vòng loại. Vòng loại chứng kiến con số kỷ lục 25 đội tuyển của CAF tham gia (26 nếu tính cả chủ nhà Namibia). Tuy nhiên bốn đội bỏ cuộc trước khi cuộc chơi bắt đầu.
Bảy đội vượt qua vòng loại và chủ nhà tham gia giải đấu ở Namibia từ 11 tới 25 tháng 10 năm 2014. Ba đội đứng đầu sẽ giành quyền tới Canada.

### Vòng bảng
| VT | Đội         | ST | T | H | B | BT | BB | HS  | Đ | Giành quyền tham dự |
| -- | ----------- | -- | - | - | - | -- | -- | --- | - | ------------------- |
| 1  | Nigeria     | 3  | 3 | 0 | 0 | 12 | 2  | +10 | 9 | Vòng knockout       |
| 2  | Bờ Biển Ngà | 3  | 1 | 1 | 1 | 6  | 6  | 0   | 4 | Vòng knockout       |
| 3  | Namibia (H) | 3  | 1 | 0 | 2 | 3  | 5  | −2  | 3 |                     |
| 4  | Zambia      | 3  | 0 | 1 | 2 | 1  | 9  | −8  | 1 |                     |

| VT | Đội      | ST | T | H | B | BT | BB | HS | Đ | Giành quyền tham dự |
| -- | -------- | -- | - | - | - | -- | -- | -- | - | ------------------- |
| 1  | Cameroon | 3  | 2 | 0 | 1 | 3  | 1  | +2 | 6 | Vòng knockout       |
| 2  | Nam Phi  | 3  | 1 | 1 | 1 | 6  | 3  | +3 | 4 | Vòng knockout       |
| 3  | Ghana    | 3  | 1 | 1 | 1 | 2  | 2  | 0  | 4 |                     |
| 4  | Algérie  | 3  | 1 | 0 | 2 | 2  | 7  | −5 | 3 |                     |

### Vòng đấu loại trực tiếp
|  | Bán kết           | Bán kết  |               |   | Chung kết | Chung kết |
|  |                   |          |               |   |           |           |
|  | 22 tháng 10       |          |               |   |           |           |
|  |                   |          |               |   |           |           |
|  | Nigeria           | 2        |               |   |           |           |
|  | Nigeria           | 2        | 25 tháng 10   |   |           |           |
|  | Nam Phi           | 1        |               |   |           |           |
|  | Nam Phi           | 1        | Nigeria       | 2 |           |           |
|  | 22 tháng 10       |          | Nigeria       | 2 |           |           |
|  |                   | Cameroon | 0             |   |           |           |
|  | Cameroon (s.h.p.) | Cameroon | 0             | 2 |           |           |
|  | Cameroon (s.h.p.) |          |               | 2 |           |           |
|  | Bờ Biển Ngà       | 1        |               |   |           |           |
|  | Bờ Biển Ngà       | 1        | Tranh hạng ba |   |           |           |
|  |                   |          |               |   |           |           |
|  | 25 tháng 10       |          |               |   |           |           |
|  |                   |          |               |   |           |           |
|  | Nam Phi           | 0        |               |   |           |           |
|  | Nam Phi           | 0        |               |   |           |           |
|  | Bờ Biển Ngà       | 1        |               |   |           |           |

Nigeria, Cameroon và Bờ Biển Ngà giành vé tới World Cup.

## Nam Mỹ
(10 đội tranh 2 hoặc 3 suất)
Giống như những kỳ World Cup trước, Giải vô địch bóng đá nữ Nam Mỹ đóng vai trò vòng loại. Cả 10 quốc gia khu vực CONMEBOL tham gia thi đấu tại giải, diễn ra tại Ecuador từ 11 tới 28 tháng 9 năm 2014. Hai đội đứng đầu giai đoạn hai sẽ vào thẳng World Cup, trong khi đó đội thứ ba sẽ đấ trận tranh vé vớt với dội hạng bốn khu vực CONCACAF để tranh suất còn lại.

### Giai đoạn một
| VT | Đội         | ST | T | H | B | BT | BB | HS | Đ  | Giành quyền tham dự |
| -- | ----------- | -- | - | - | - | -- | -- | -- | -- | ------------------- |
| 1  | Colombia    | 4  | 4 | 0 | 0 | 10 | 1  | +9 | 12 | Giai đoạn hai       |
| 2  | Ecuador (H) | 4  | 2 | 0 | 2 | 3  | 3  | 0  | 6  | Giai đoạn hai       |
| 3  | Uruguay     | 4  | 2 | 0 | 2 | 5  | 9  | −4 | 6  |                     |
| 4  | Venezuela   | 4  | 1 | 1 | 2 | 4  | 6  | −2 | 4  |                     |
| 5  | Perú        | 4  | 0 | 1 | 3 | 1  | 4  | −3 | 1  |                     |

| VT | Đội       | ST | T | H | B | BT | BB | HS  | Đ | Giành quyền tham dự |
| -- | --------- | -- | - | - | - | -- | -- | --- | - | ------------------- |
| 1  | Brasil    | 4  | 3 | 0 | 1 | 12 | 3  | +9  | 9 | Giai đoạn hai       |
| 2  | Argentina | 4  | 3 | 0 | 1 | 9  | 1  | +8  | 9 | Giai đoạn hai       |
| 3  | Paraguay  | 4  | 2 | 0 | 2 | 14 | 9  | +5  | 6 |                     |
| 4  | Chile     | 4  | 2 | 0 | 2 | 6  | 5  | +1  | 6 |                     |
| 5  | Bolivia   | 4  | 0 | 0 | 4 | 2  | 25 | −23 | 0 |                     |

### Giai đoạn hai
| VT | Đội         | ST | T | H | B | BT | BB | HS  | Đ | Giành quyền tham dự        |
| -- | ----------- | -- | - | - | - | -- | -- | --- | - | -------------------------- |
| 1  | Brasil      | 3  | 2 | 1 | 0 | 10 | 0  | +10 | 7 | World Cup 2015             |
| 2  | Colombia    | 3  | 1 | 2 | 0 | 2  | 1  | +1  | 5 | World Cup 2015             |
| 3  | Ecuador (H) | 3  | 1 | 0 | 2 | 4  | 8  | −4  | 3 | Play-off CONCACAF-CONMEBOL |
| 4  | Argentina   | 3  | 0 | 1 | 2 | 2  | 9  | −7  | 1 |                            |

Brasil và Colombia giành tấm vé thi đấu tại vòng chung kết World Cup. Ecuador tiến tới trận play-off CONCACAF-CONMEBOL.

## Play-off CONCACAF-CONMEBOL
Trận play-off diễn ra giữa Trinidad và Tobago, đội hạng bốn Bắc, Trung Mỹ và Caribe (CONCACAF), và Ecuador, đội hạng ba Nam Mỹ (CONMEBOL). Lễ bốc thăm xếp lịch thi đấu diễn ra tại Zürich vào ngày 22 tháng 7 năm 2014. Ecuador tổ chức trận lượt đi ngày 8 tháng 11 năm 2014, còn Trinidad và Tobago là chủ nhà của trận lượt về vào ngày 2 tháng 12 năm 2014.
| Đội 1   | TTS | Đội 2              | Lượt đi | Lượt về |
| ------- | --- | ------------------ | ------- | ------- |
| Ecuador | 1–0 | Trinidad và Tobago | 0–0     | 1–0     |

Ecuador giành vé tới World Cup.